# Делфзейл
Делфзейл (нід. Delfzijl) — місто та колишній муніципалітет у провінції Гронінген на північному сході Нідерландів. Розташоване в муніципалітеті Емсделта. Делфзейл був шлюзом між каналом Делф і Емсом, який став укріпленим поселенням у XVI столітті. Укріплення були знесені наприкінці ХІХ століття. Делфзейл є п'ятим за величиною морським портом Нідерландів і найбільшим портом на північному сході країни.